# Thaloe remotus
Thaloe remotus là một loài nhện trong họ Anyphaenidae.
Loài này thuộc chi Thaloe. Thaloe remotus được Elizabeth Bangs Bryant miêu tả năm 1948.